# Leslie Ackerman
Leslie Ackerman (* 2. August 1956 in New Jersey) ist eine US-amerikanische Film- und Fernsehschauspielerin.

## Leben
Ackerman spielte 1974 die Karen in Ivan Passers Dramödie Law and Disorder. 1976 war sie als Susie in Mark Haggards und Bruce Kimmels Musikfilmkomödie The First Nudie Musical zu sehen. Ein Jahr später spielte sie in dem Actionfilm Fahrt ins Ungewisse von Mel Welles und Ronald C. Ross die Leah, eine Jugendliche, die, die Freiheit suchend, zusammen mit einer Freundin von zu Hause ausreist und sich mit einem Kriminellen anlegt. In Paul Schraders Kriminal-Neo-Noir-Film Hardcore – Ein Vater sieht rot verkörperte sie 1979 in einer kleinen Rolle die Felice. Auch trat sie in der zweiten Hälfte der 1970er-Jahre in einigen Fernsehfilmdramen in Erscheinung, so etwa in den beiden Vincent-Sherman-Filmen The Last Hurrah (1977) und Women at West Point (1979) sowie in Steven Hilliard Sterns Young Love, First Love (1979).
1980 übernahm sie die Rolle der Barbara Skagska in der kurzlebigen Fernsehserie Skag. In dem 1984 erschienenen Kinofilmdrama Blame It on the Night war sie als Shelley zu sehen. Zu den weiteren Fernsehfilmen, in denen sie spielte, zählen Das Gelübde zerbricht (1984), Das verrückte Hollywood (1985), Perry Mason: Seminar des Todes (1989) und Rettet uns! Hilfeschreie unter Trümmern (1993). Zudem hatte sie etliche Gastauftritte in Fernsehserien, wie etwa in Barnaby Jones (1975), Quincy (1977), Der unglaubliche Hulk (1981), Simon & Simon (1983), Baywatch – Die Rettungsschwimmer von Malibu (1992) und Star Trek: Deep Space Nine (1996).
Zuletzt war sie im Jahr 2000 als Leah Abels in Jonathan Wests Filmkomödie What’s Eating You? zu sehen, für die sie auch das Drehbuch schrieb und als ausführende Produzentin tätig war.
Ackerman ist seit 1979 mit dem Komödianten und Schauspieler Jeff Altman verheiratet, mit dem sie eine Tochter hat.

## Filmografie
- 1974: Law and Disorder
- 1975: Barnaby Jones (Fernsehserie, eine Folge)
- 1975: Welcome Back, Kotter (Fernsehserie, eine Folge)
- 1976: The First Nudie Musical
- 1976: All in the Family (Fernsehserie, eine Folge)
- 1976: Insight (Fernsehserie, eine Folge)
- 1976: Die Straßen von San Francisco (The Streets of San Francisco, Fernsehserie, eine Folge)
- 1977: Stadt der Gewalt (The City, Fernsehfilm)
- 1977: Fahrt ins Ungewisse (Joyride to Nowhere)
- 1977: Cracking Up
- 1977: Quincy (Quincy, M. E., Fernsehserie, eine Folge)
- 1977: The Last Hurrah (Fernsehfilm)
- 1978: CHiPs (Fernsehserie, eine Folge)
- 1978: CPO Sharkey (Fernsehserie, zwei Folgen)
- 1978: Project U.F.O. (Fernsehserie, eine Folge)
- 1979: Hardcore – Ein Vater sieht rot (Hardcore)
- 1979: Women at West Point (Fernsehfilm)
- 1979: Studs Lonigan (Miniserie)
- 1979: Young Love, First Love (Fernsehfilm)
- 1980: Skag (Fernsehserie, sechs Folgen)
- 1981: Der unglaubliche Hulk (The Incredible Hulk, Fernsehserie, eine Folge)
- 1981: Trapper John, M.D. (Fernsehserie, eine Folge)
- 1983: Simon & Simon (Fernsehserie, eine Folge)
- 1983: Scherben eines Mordes (Missing Pieces, Fernsehfilm)
- 1984: Blame It on the Night
- 1984: Das Gelübde zerbricht (Shattered Vows, Fernsehfilm)
- 1985: Cagney & Lacey (Fernsehserie, eine Folge)
- 1985: Verrücktes Hollywood (Malice in Wonderland, Fernsehfilm)
- 1985: Royal Match (Fernsehfilm)
- 1985: Washingtoon (Fernsehserie, eine Folge)
- 1986: New Love, American Style (Fernsehserie, zwei Folgen)
- 1986: Das Model und der Schnüffler (Moonlighting, Fernsehserie, eine Folge)
- 1986: Unbekannte Dimensionen (The Twilight Zone, Fernsehserie, eine Folge)
- 1989: Herzschlag des Lebens – Göttinnen in Weiß (Heartbeat, Fernsehserie, eine Folge)
- 1989: Perry Mason: Seminar des Todes (Perry Mason: The Case of the Lethal Lesson, Fernsehfilm)
- 1989: Mann muss nicht sein (Designing Women, Fernsehserie, eine Folge)
- 1992: Baywatch – Die Rettungsschwimmer von Malibu (Baywatch, Fernsehserie, eine Folge)
- 1993: Rettet uns! Hilfeschreie unter Trümmern (Trouble Shooters: Trapped Beneath the Earth, Fernsehfilm)
- 1994: Die Ärztin und der Mörder (Mortal Fear, Fernsehfilm)
- 1995: Lauf, Jane lauf! (See Jane Run, Fernsehfilm)
- 1996: Star Trek: Deep Space Nine (Fernsehserie, eine Folge)
- 1997: Tödliches Geständnis (Murder Live!, Fernsehfilm)
- 2000: What’s Eating You? (als Schauspielerin, Drehbuchautorin und Produzentin)